# Villamediana de Iregua
Villamediana de Iregua település Spanyolországban, La Rioja autonóm közösségben. Villamediana de Iregua Logroño, Murillo de Río Leza, Alberite és Lardero községekkel határos. Lakosainak száma 9207 fő (2024).

## Népesség
A település népessége az elmúlt években az alábbi módon változott:
| Lakosok száma | 2414 | 3335 | 5535 | 6414 | 7212 | 7585 | 7855 | 8070 | 8745 | 9207 |
|               | 2001 | 2004 | 2007 | 2009 | 2012 | 2014 | 2017 | 2019 | 2022 | 2024 |